# Joaquín Edwards Ossandón
José Joaquín Domingo Felipe Benicio Edwards Ossandón (La Serena, 23 de agosto de 1808 - La Serena, 7 de noviembre de 1869) era un empresario y político chileno. Primer alcalde de la comuna de Coquimbo (1867-1869).

## Primeros años
Hijo del fundador de la familia Edwards en Chile, George Edwards Brown e Isabel Ossandón Iribarren. Estudió en Estados Unidos.

## Matrimonio e hijos
Fue su esposa doña Margarita Garriga Argandoña, tuvieron 12 hijos (sin contar los fallecidos en la infancia), entre los que se cuenta a Guillermo Edwards Garriga.

## Juventud y negocios
Sirvió entre 1827 y 1832 en el ejército peruano, razón por la cual perdió la ciudadanía chilena. Su padre Jorge Edwards en 1839 solicitó al Senado de la República se le rehabilitara la ciudadanía, situación que finalmente ocurrío el 29 de agosto de 1839
En Boston trabajó con Baker y Hodges. Después de recorrer parte de África y del Oriente, regresó a Chile radicándose en La Serena, su ciudad natal, se empleó en el banco de su tío Samuel Frost Haviland. Al poco tiempo de haber regresado a su ciudad, explotó el mineral El Barco, fundó un establecimiento de fundición de metales de cobre Diaguita que le permitieron dar gran impulso a toda la provincia.
Más tarde estableció otro establecimiento de fundición en la provincia de Concepción a la que le dio también gran impulso. 
En 1850 obtuvo del Gobierno la apertura del puerto de Coronel y la habilitación del puerto de Lirquén con lo cual dio gran desarrollo a las industrias del cobre y del carbón de piedra en esa región.

## Servidor público
Fue nombrado Intendente de la Provincia de Coquimbo en 1862, y en este puesto trabajó por el engrandecimiento y bienestar de estos pueblos por quienes tenía los mejores afectos.
Alcalde de La Serena 1864, y Diputado de Minas de La Serena.
Habiéndose radicado en Coquimbo fue nombrado primer alcalde de la primera Municipalidad de esta comuna, constituida el 5 de mayo de 1867.
Sin embargo, a causa de una enfermedad no pudo seguir desempeñando sus funciones edilicias y falleció en el Hospital de La Serena en 1869 a la edad de 63 años.